# AG Carinae
AG Carinae là một ngôi sao dạng biến quang với khối lượng 70 lần Khối lượng Mặt trời trong chòm sao Carina.